# Homalophora sensibilis
Homalophora sensibilis är en tvåvingeart som beskrevs av Borgmeier 1969. Homalophora sensibilis ingår i släktet Homalophora och familjen puckelflugor. Inga underarter finns listade i Catalogue of Life.